# Cratere Phaleris
Phaleris è un cratere sulla superficie di Dione.